# Jan Mocka
Jan Malte Mocka (geboren 1989 in Köln) ist ein deutscher Filmproduzent.

## Werdegang
Nach dem Abitur 2009 arbeitete Mocka als Produktionsassistent bei diversen Projekten der Kunsthochschule für Medien Köln und der Internationalen Filmschule Köln. Ab 2009 produzierte er für die Filmproduktion eitelsonnenschein Werbung und Musikvideos. Er produzierte unter anderem den Abschlussfilm Ausreichend von Isabel Prahl. Der Film gewann 2012 den First Steps Award und wurde unter anderem auf den Hofer Filmtagen 2011, dem Internationalen Filmfestival Rotterdam 2012 und dem Internationalen Kurzfilmfestival Clermont-Ferrand 2012 gezeigt.
Mit einem Stipendium des MIZ Babelsberg realisierte er 2012 das Social Media Experiment fritzplus zum Friedrichjahr.
Von 2012 bis 2016 studierte Mocka Film- und Fernsehproduktion an der Filmuniversität Babelsberg. Sein Abschlussfilm als Producer Meteorstrasse eröffnete 2016 die Perspektive Deutsches Kino der 66. Berlinale. Der Film wurde im Folgenden weltweit auf zahlreichen Festivals gezeigt und gewann unter anderem den Perspektive Junges Kino Filmpreis des Fünf Seen Festivals 2016, den War On Screen Student Jury Award 2017 und den Preis der Jury beim 23. Festival Cinéma du Monde 2018. Sein Kurzfilm Beyond the Tide wurde 2020 mit dem Jurypreis bei den Filmtagen Friedrichshafen ausgezeichnet.
2015 gründete er mit dem Regisseur Ingo Monitor die Filmproduktionsfirma Mocka Monitor, welche 2018 durch das Startbüro Babelsberg gefördert wurde. Mocka lebt und arbeitet als freischaffender Filmproduzent, Regisseur und Autor von Spielfilmen und Serien in Köln und Berlin.

## Filmografie
Drehbuch, Regie oder Produzent
- 2014: Der Handschlag
- 2016: Taxi City
- 2018: Beyond the Tide[18]